# Crotalaria madurensis
Crotalaria madurensis är en ärtväxtart som beskrevs av Robert Wight och George Arnott Walker Arnott. Crotalaria madurensis ingår i släktet sunnhampor, och familjen ärtväxter. Utöver nominatformen finns också underarten C. m. kurnoolica.